# Sida dubia
Sida dubia är en malvaväxtart som beskrevs av A. St.-hil. och Naud.. Sida dubia ingår i släktet sammetsmalvor, och familjen malvaväxter. Utöver nominatformen finns också underarten S. d. manresana.